# National Toy Hall of Fame

Le National Toy Hall of Fame  est un temple de la renommée américain qui reconnaît des jeux et des jouets qui ont obtenu une popularité certaine pendant plusieurs années. Les critères de sélection sont notamment : (1) statut d'icône (le grand public reconnaît, respecte et se souvient du jeu ou du jouet), (2) longévité (plus qu'un effet de mode), (3) découverte (favorise l'apprentissage, la créativité ou la découverte) et (4) innovation (a profondément modifié la façon de jouer ou de concevoir). Établi en 1998 sous la direction d'Ed Sobey, le temple était installé au A. C. Gilbert's Discovery Village à Salem en Oregon aux États-Unis. En 2002, il fut déplacé au Strong National Museum of Play à Rochester dans l'État de New York, le premier bâtiment ne pouvant plus l'abriter au complet.
En 2011, quarante-six jouets ou jeux sont intronisés au National Toy Hall of Fame :

## Années 1998-99, premiers intronisés
| Les premiers intronisés furent annoncés en novembre 1999. Des étudiants de l'Université Willamette protestèrent avec humour quand ils apprirent que M. Patate et Ken (l'ami de Barbie) ne furent pas retenus.                                                             |
| 1. Barbie 2. Crayola Crayon 3. Erector Set (en) 4. Etch a sketch 5. Frisbee 6. Hula hoop 7. Lego 8. Lincoln Logs (en) 9. Billes 10. Monopoly 11. Play-Doh 12. Radio Flyer wagon 13. Patins à roulettes 14. Teddy bear 15. Tinkertoy (en) 16. View-Master 17. Duncan Yo-Yo |

## Année 2000
| Les intronisés de 2000 furent choisis parmi une sélection de 34 jeux ou jouets par un jury de personnalités en éducation et en droits civiques. Les nommés qui furent rejetés sont notamment G.I. Joe, le Nintendo Entertainment System, le ballon de football, les Beanie Babies, le gant de baseball et le Cap gun |
| 1. Bicyclette 2. Osselets 3. Corde à sauter 4. M. Patate 5. Slinky |

## Année 2001
| Des enfants et des adultes rédigèrent une liste de 82 jeux et jouets pendant l'année. Un jury national de personnalités en éducation et en droits civiques choisit deux intronisés 1. Silly Putty 2. Camions Tonka |  | . |

## Année 2002
| Il y avait plus de 90 nommés. 1. Puzzle 2. Raggedy Ann (son intronisation est le résultat d'une campagne de lobbyisme qui a duré une année complète) |

## Année 2003
| 1. Alphabet Blocks 2. Dames |

## Année 2004
| 1. G.I. Joe (Ce jouet fut le plus régulièrement choisi lors d'un sondage conduit par Playthings Magazine demandant à ses lecteurs de désigner le jouet qui méritait le plus d'être intronisé.) 2. Cheval à bascule 3. Scrabble |

## Année 2005
| 1. Candy Land 2. Boîte en carton 3. Diable en boîte |

## Année 2006
Les nommés furent : Atari Game System, Big Wheel, Easy-Bake Oven, Lite-Brite, Little People de Fisher-Price, Hot Wheels, Trains Lionel, Docteur Maboul, distributrice à bonbons PEZ, canard en caoutchouc, skateboard et Twister. Seulement deux furent retenus.
1. Easy-Bake Oven[1]
2. Trains Lionel[1]

## Année 2007
| 1. Atari 2600 2. Cerf-volant 3. Raggedy Andy |

## Année 2008
Ces jouets furent ajoutés en 2008 :
1. Bâton : les membres du jury ont loué cet objet pour sa grande polyvalence, son coût nul, ses qualités ludiques, notant sa grande capacité à s'adapter à l'infini grâce à l'imagination des enfants.
2. Poupon
3. Skateboard

## Année 2009
Ces jouets furent ajoutés en 2009 :
| 1. Ballon 2. Game Boy 3. Big Wheel |

## Année 2010
Ces jouets furent ajoutés en 2010 :
| 1. Destins 2. Cartes à jouer |

## Année 2015
| 1. Twister 2. Pistolet à eau "Super Soaker" 3. Marionnette |

## Année 2016
| 1. Balançoire 2. Donjons et Dragons 3. Little People |

## Année 2017
| 1. Avion en papier 2. Cluedo 3. Balle Wiffle |